# فرودگاه نوبلتون
فرودگاه نوبلتون (به انگلیسی: Nobleton Airport) یک فرودگاه خصوصی است که یک باند فرود چمن دارد و طول باند آن ۷۳۲ متر است. این فرودگاه در کشور کانادا قرار دارد و در ارتفاع ۲۹۶ متری از سطح دریا واقع شده است.